# (5967) Edithlevy
(5967) Edithlevy (1991 CM5) – planetoida z grupy pasa głównego asteroid okrążająca Słońce w ciągu 2,71 lat w średniej odległości 1,94 j.a. Odkryta 9 lutego 1991 roku.